# Březový potok
Der Březový potok ist ein linker Zufluss der Otava in Tschechien.

## Verlauf
Der Březový potok entspringt nordöstlich von Strážovice in der Blatenská pahorkatina. Seine Quelle liegt am südlichen Fuße des Plesník (605 m). Der Oberlauf des Březový potok führt zunächst in östlicher Richtung durch Pačejov-nádraží, wo der Bach von der Bahnstrecke České Budějovice–Plzeň überbrückt wird. Anschließend nimmt der Březový potok südöstliche Richtung und wird bei Ovčín im Teich Velký Blýskota gestaut. Über Jetenovice, U Pazderny, Velký Bor, Babín, U Lesů, Střelskohoštická Lhota und Zadní Hoštice erreicht der Březový potok nach 21,3 km an der Katovická hora (493 m) zwischen Dolní Poříčí und Katovice die Otava.
Der gesamte Lauf des Březový potok ist nur wenig besiedelt. Da der Bach bei starken Regenfällen häufig über die Ufer trat, wurde der größte Teil seines Laufes reguliert und durch Dämme geschützt. In Folge dieser Regulierung ist der Březový potok auf den unteren elf Kilometern ab Babín befahrbar.
Am Unterlauf des Baches folgt die Bahnstrecke České Budějovice–Plzeň seinem Lauf. Links der Mündung des Baches erstreckt sich das Naturreservat Kněží hora, in dem sich auch die gleichnamige slawische Burgstätte Kněží hora befindet. Gegenüber liegt die Steinbogenbrücke Žižkův most; sie entstand als Überführung eines Handelsweges über den Březový potok kurz vor dessen Mündung in die Otava. Seit der Regulierung des Březový potok steht die alte Brücke im trockenen alten Bachbett. Sie ist ein Technisches Denkmal.

## Zuflüsse
- Hájek (l), bei Velký Bor
- Velkoborský potok (r), unterhalb Velký Bor
- Svéradický potok (l), oberhalb Babín
- Pačejovský potok (r), Babín
- Bílá voda (r), bei U Lesů
- Zhůřecký potok (l), oberhalb Střelskohoštická Lhota
- Mečichovský potok (l), oberhalb Střelskohoštická Lhota
- Rachač (l), unterhalb Střelskohoštická Lhota